# Fujimacia longispinosa
Fujimacia longispinosa is een vlinder uit de familie van de snuitmotten (Pyralidae). De wetenschappelijke naam van de soort werd voor het eerst geldig gepubliceerd in 2019 door Qi & Li.